# 尚佩恩 (伊利诺伊州)
尚佩恩（英語：Champaign）是美国伊利诺伊州尚佩恩县的一座城市，是著名公立大学伊利诺伊大学厄巴纳-香槟分校所在地。